# نوار مغناطیسی ذخیره داده

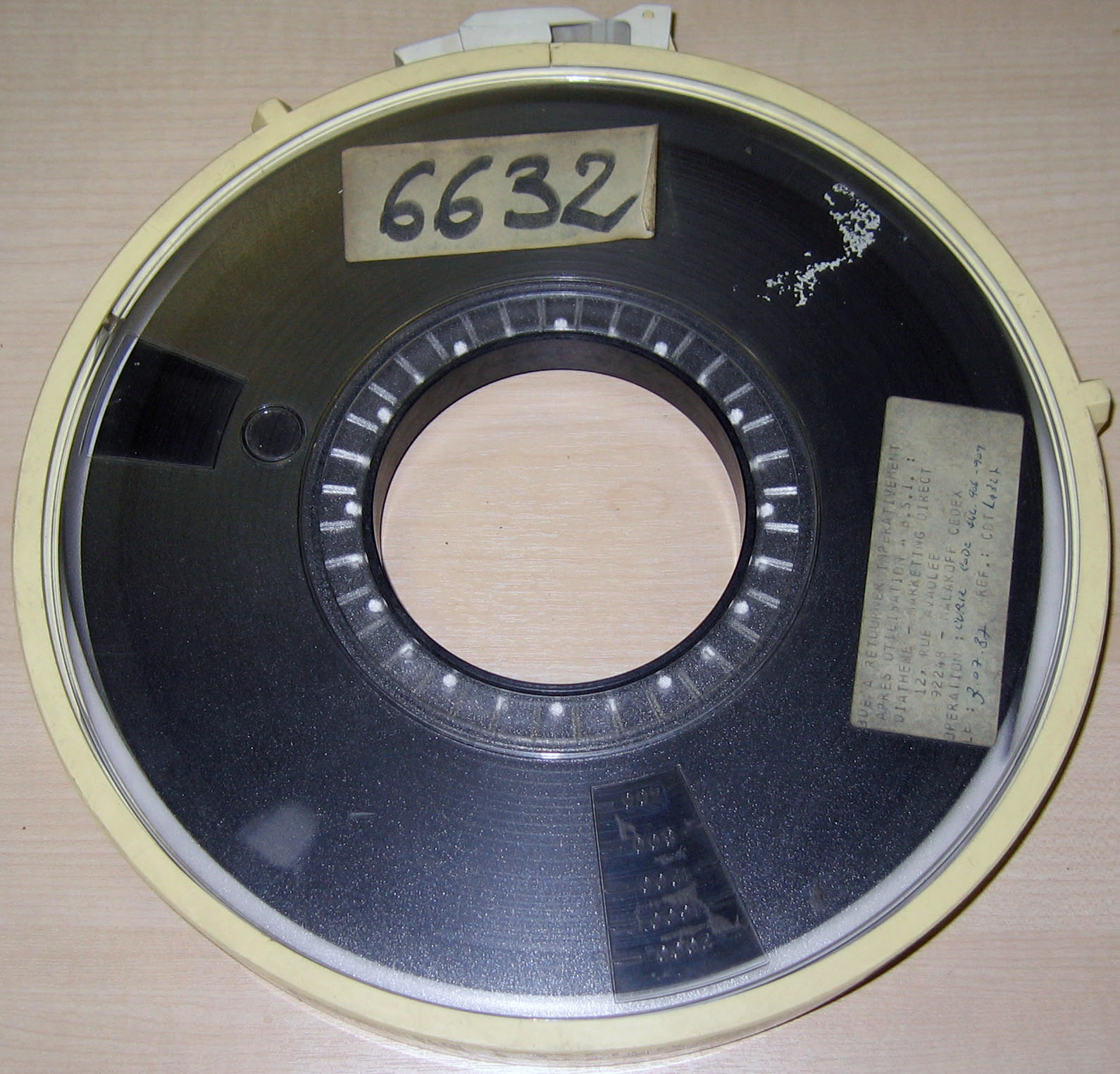
نوار با حلقهٔ ۱۰٫۵ اینچی ۹ مسیره

نوار مغناطیسی ذخیره داده (به انگلیسی: Magnetic tape data storage) سیستمی برای ذخیره‌سازی اطلاعات دیجیتالی بر روی نوار مغناطیسی با استفاده از روش ضبط دیجیتال است. نوارهای مغناطیسی امروزی اغلب به صورت کارتریج یا نوار کاست بسته‌بندی می‌شوند. دستگاهی که عمل خواندن و نوشتن داده بر روی نوار را انجام می‌دهد، تیپ درایو (به انگلیسی: Tape drive) نامیده می‌شود.
برای ذخیره‌سازی اطلاعات حجیم، نوارها می‌توانند جایگزینی ارزان قیمت به جای دیسک‌ها و دیگر ذخیره‌کننده‌ها باشند. برای مثال کارتریج‌های نواری مدل تی۱۰۰۰۰سی مربوط به سری StorageTek شرکت اوراکل توانایی ذخیره‌سازی ۵ ترابایت اطلاعات فشرده‌نشده را دارا هستند. ذخیره‌سازی روی نوار همواره توسط سیستم‌های بزرگ کامپیوتری استفاده شده‌است. امروزه از آن در درجهٔ اول به عنوان یک رسانه با ظرفیت بالا برای بایگانی و تهیهٔ نسخه‌های پشتیبان از داده‌های حجیم استفاده می‌شود.
سونی در سال ۲۰۱۴ اعلام کرد که یک فناوری نوار مغناطیسی با بالاترین میزان گزارش شدهٔ تراکم داده، با ۱۴۸ گیگابیت در هر اینچ مربع که اجازه ذخیره ۱۸۵ ترابایت به آن نوار می‌دهد را توسعه داده است.